# Ryang Yong-Gi
Ryang Yong-Gi (Tadaoka, Senboku, Prefectura d'Osaka, Japó, 7 de gener de 1982) és un futbolista nord-coreà. Ha disputat 24 partits amb la selecció de Corea del Nord.